# Rockport (Arkansas)
Rockport è una città degli Stati Uniti d'America situata nello Stato dell'Arkansas, nella Contea di Hot Spring.